# Maria Walewska (1882–1966)
Maria Walewska z domu Wieprzkowicz (ur. 7 lutego 1882, zm. 22 października 1966 w Żyrardowie) – polska Sprawiedliwa wśród Narodów Świata.

## Życiorys
Przed wybuchem II wojny światowej Maria Walewska pracowała, zajmując się Szmuelem Rosenzweig (inne źródła podają nazwisko Eliraz), którego nazywała Ludwikiem. Chłopiec pochodził z żydowskiej rodziny, był synem prawnika Józefa i Stefy Rosenzweigów, a także wnukiem Shmuela Poznańskiego. Na początku wojny Maria zakończyła pracę niani w Warszawie i przeprowadziła się do Nowego Kawęczyna w okolicy Skierniewic. Gdy Rosenzweigowie znaleźli się w getcie warszawskim, skontaktowali się z Marią i poprosili o przygarnięcie ich dziecka. Walewska będąc bezdzietną i niezamężną kobietą przeprowadziła Szmuela z Warszawy na wieś i odtąd przedstawiała go jako swojego krewnego, Wiesia. Aby zapobiec wyjściu na jaw prawdy o żydowskim pochodzeniu dziecka, Maria zabierała Szmuela do kościoła w Białej Rawskiej i zapisała do szkoły. Chłopiec z czasem przywykł do nowego otoczenia, jednak nie wiedział co stało się z jego rodzicami. Został rozpoznany przez oficera Wehrmachtu, który bawił się z dziećmi we wsi i rozdawał im cukierki. Po przyznaniu, że również zostawił w domu trójkę dzieci, Niemiec oddalił się od chłopca bez represji. Maria opiekowała się Szmuelem do końca okupacji i wyzwolenia przez Armię Czerwoną.
Po zakończeniu działań wojennych chłopiec został zabrany Marii przez Moshe Ishai, przedstawiciela Centralnego Komitetu Żydów Polskich. Szmuel został przewieziony do Marsylii, skąd dotarł łodzią do Palestyny późną wiosną 1946, gdzie również trafiła jego matka Stefa, której udało się przeżyć Zagładę. Ze względu na traumatyczne doświadczenia wojenne matka nie była w stanie zaopiekować się chłopcem. Popełniła samobójstwo, a chłopiec trafił do kibucu i pozostał w Palestynie. Maria Walewska żyła w Nowym Kawęczynie do 1962 r., po czym przeprowadziła się do Żyrardowa. Zmarła w wieku 85 lat, w 1966 r. Została pochowana w Żyrardowie na Cmentarzu Parafii Matki Boskiej Pocieszenia w sektorze J2, rzędzie 10, kwaterze 36.
5 maja 2009 r. Maria Walewska została uhonorowana medalem Sprawiedliwej wśród Narodów Świata.